# Islamofascisme
Islamofascisme is een omstreden neologisme waarmee bepaalde hedendaagse islamfundamentalistische bewegingen worden vergeleken met het Europees fascisme uit de 20e eeuw, vergelijkbaar met neofascistische bewegingen en totalitarisme.
Organisaties en doctrines die volgens gebruikers van de term als "islamofascistisch" zouden zijn te karakteriseren zijn bijvoorbeeld wahabisme, Hamas Hezbollah en Al Qaida en hun aanhangers, onder andere Groupe Salafiste pour la Prédication et le Combat, Abu Sayyaf, Front Pembela Islam en Jemaah Islamiyah: preken en aanmoedigen van de heilige strijd, jihad, ter bevordering en vooruitgang van de islam als godsdienst en macht van de politieke islam in de wereld. Deze niet-geestelijken zouden echter die islamitische wetten toepassen zonder de islamitische geleerden te consulteren, en de tafsir die in de loop der eeuwen door islamitische juristen werd gemaakt, niet erkennen.
De term raakte in Frankrijk in zwang in 2020 na terreuraanslagen in Parijs en Nice. De burgemeester van Nice schreef 29 oktober 2020 op twitter dat de stad opnieuw slachtoffer is van 'islamofacisme'. 

## Gebruik
Sommige gebruikers van de term definiëren islamofascisme als een beweging van moslims die de invoering van een sharia en de islam bevordert door het gebruik van geweld om een verenigd islamitisch rijk te scheppen. Dit wordt door sommige soennieten het Nieuwe Kalifaat genoemd, een herrijzenis van het voormalige islamitische rijk van Spanje tot Centraal-Azië. Sommige Sjiieten zouden een wereldwijde islamitische staat geregeerd door een islamitische rechtsgeleerde nastreven. Critici zijn behoedzaam met het woord "fascisme" wanneer ze het militante islamitisch fundamentalisme of de militante islam bespreken. Groepen die "islamofascistisch" genoemd worden hebben niet alle dezelfde doctrines. Zo zouden bijvoorbeeld wahabistische en sjiitische groepen heel antagonistisch ten opzichte van elkaar zijn.

## Vergelijking met nazisme
De term wordt in het algemeen niet gebruikt om historische fascistische organisaties te beschrijven. De meest bekende en opzienbarende vormen van historisch fascisme waren niet verbonden met een traditionele godsdienst.
Voorbeelden van fascistische bewegingen die zich met godsdiensten verbinden zijn de Spaanse falangisten, de Volkspartij van het vooroorlogse Slowakije, de fascistische Ustašabeweging in Kroatië, de IJzeren Garde uit Roemenië, en Plínio Salgado's integralisme in Brazilië.
Overeenkomsten tussen het nazisme en het moderne "islamofascisme" zouden antisemitisme, xenofobie, religieuze onverdraagzaamheid en culturele onverdraagzaamheid zijn. De ontkenning van de Holocaust door "islamofascisten" zou het beeld van een verband tussen moslimextremisten en neonazisme versterken. Sommige invloedrijke islamitische theologen uit de 20e eeuw, zoals Ruhollah Khomeini en Sayyid Qutb zouden "islamofascistische propaganda" hebben gebruikt om Israël te bekritiseren en op te roepen tot geweld tegen dit land.
Andere attributen die historisch fascisme zouden verbinden met het "islamofascisme":
- Inspiratie komt voort uit het geloof in een vroegere "Gouden Eeuw" (een of meer eerste kalifaten waarbij Spanje toen ook veroverd was).
- Het verlangen om de vroegere glorietijd te herstellen met een allesomvattend totalitarisme, een sociaal, politiek en economisch systeem waarin het individu een ondergeschikte rol heeft aan de gemeenschap.[10]
- Het geloof dat vijandige machten samenzweren tegen de eigen groep en dat geweld en revolutie nodig zijn om deze machten te vernietigen en uit te drijven.[11]
- Het geloof in de verdorvenheid en zwakte van deze vijandige machten.
- Het verwerven van militaire macht om de aan zichzelf toegeschreven rechtmatige macht op het wereldtoneel te herstellen.

De "islamofascistische propaganda" over het belang van een islamitische wereldheerschappij zou continu aanwezig zijn in vele hedendaagse media van de islamitische wereld. Het grote belang dat islam de wereld domineert en al zijn vijanden verslaat zou te vinden zijn op de Palestijnse Hamas Televisie. Een voorbeeld hiervan zou de serie Pioniers van Morgen zijn, die wordt uitgezonden op de Palestijnse zender Al-Aqsa TV. In deze serie zou worden uitgelegd waarom een islamitische wereldheerschappij gewenst is en zou het vermoorden van joden en zelfmoordaanslagen worden verheerlijkt en aangemoedigd. De Engelse krant The Guardian publiceerde echter een artikel over de onjuistheid van de vertaling. Het vertaalbureau Memri vertaalde bijvoorbeeld het Arabische Bidna nqawim met Wij willen vechten, hoewel normaal gezien dit vertaald wordt met Wij gaan (of willen) ons verdedigen. Ook CNN maakte melding van verschillende, verkeerde vertalingen.

## Kritiek
Critici van de terminologie "islamofascisme" betwisten de overeenkomsten tussen het moslimextremisme en het fascisme, en wijzen erop dat er geen enkele ideologische continuïteit van het Italiaanse fascisme en het Duitse nazisme tot het hedendaagse moslimextremisme. Zo wordt onder andere gewezen op het feit dat het fascisme sterk nationalistisch was, terwijl nationalisme door fanatieke moslims juist radicaal wordt afgewezen, aangezien dat in ogen slechts leidt tot verdeeldheid in de oemma. De Amerikaanse journalist Eric Margolis is een van de tegenstanders van de term: "Er is in geen enkel deel van de islamitische wereld iets dat vergelijkbaar is met de corporatistische fascistische staten uit de westerse geschiedenis. Sterker nog, de op clan- en stamstructuren gebaseerde traditionele islamitische maatschappij, met haar verdeelde machtsstructuren, lokale loyaliteiten en besluitvorming gebaseerd op consensus, is bijna zover verwijderd van het westerse industriële staatsfascisme als mogelijk is. De moslimwereld is vol met brute dictaturen, feodale monarchieën en corrupte militaire regeringen, maar geen enkele van deze regimes, hoe verwerpelijk ook, voldoet aan de standaarddefinitie van fascisme. De meeste zijn trouwens Amerika's bondgenoten."
Veel tegenstanders van de term beschouwen het gebruik ervan als oorlogspropaganda, iets dat niets met een academische, politicologische of historische vergelijking van fascisme en islamitisch fundamentalisme te maken heeft. De auteur Norman Finkelstein vergelijkt het hedendaagse gebruik van het woord islamofascisme met de tijd in zijn jeugd dat radicaal linkse jongeren iedereen met wie zij het oneens waren stelselmatig voor 'fascist' uitscholden.